# Francesca Stavrakopoulou
Francesca Stavrakopoulou (Londres, 3 de outubro de 1975) é uma historiadora, pesquisadora, professora universitária e locutora britânica. Atualmente é professora de Bíblia Hebraica e Religião Antiga na Universidade de Exeter. O foco principal de sua pesquisa é a Bíblia hebraica, e a história e religião israelitas e judaítas.
Ela também populariza assuntos históricos bíblicos como apresentadora de TV na BBC2 e no Channel 4. Ela comenta a Historicidade da Bíblia e as narrativas da Bíblia Hebraica (Antigo Testamento), o papel da mulher nas religiões abraâmicas e o desenvolvimento dos textos bíblicos.

## Biografia
Francesca Stavrakopoulou nasceu em 1975, de mãe inglesa e pai grego. Stavrakopoulou não foi criada em nenhuma religião em particular e é ateia.

## Carreira
Stavrakopoulou recebeu um Doutorado em teologia pela Universidade de Oxford. Começou uma posição em Bíblia Hebraica e Religião Antiga no Departamento de Teologia e Religião da Universidade de Exeter,  subindo para o nível de professora sênior em março de 2011. Ela atuou como chefe de teologia e religião em Exeter entre 2013 e 2016.

### Aparições públicas e apresentações
Stavrakopoulou atuou como escritora e apresentadora de várias produções de mídia relacionadas a seus interesses acadêmicos e políticos. Ela contribuiu para a série do Channel 4 A Bíblia: Uma História, 2010 (The Bible: A History ), sobre a historicidade de Moisés. Sua primeira apresentação no horário nobre foi uma série de televisão de três partes para a BBC2, Os Segredos Ocultos da Bíblia, 2011 (The Bible's Buried Secrets; não deve ser confundido com o programa de 2008 da NOVA com o mesmo nome).

## Posições acadêmicas
O foco principal da pesquisa de Stavrakopoulou está na Bíblia hebraica, e na história e religião israelitas e judaítas.   Stavrakopoulou apóia o consenso acadêmico de que figuras importantes na bíblia hebraica não eram figuras históricas como representadas nesse texto. Ela afirmou ainda que acredita que "muito pouco, provavelmente" da Bíblia hebraica é fato histórico, com base nos argumentos de que os escritores antigos tinham uma compreensão de "fato" e "ficção" muito diferente de uma compreensão moderna, e que a  bíblia hebraica "não foi escrita para ser um relato factual do passado"; ela conclui dizendo que não acredita que os relatos de Moisés e do rei Davi na bíblia hebraica sejam factuais, e que "como historiadora da bíblia, acho que há muito pouco que seja factual". Em seu livro de 2021, God: An Anatomy (Deus: Uma Anatomia), Stavrakopoulou “apresenta uma imagem vividamente corpórea de Deus: uma divindade em forma humana que anda e fala e chora e ri, que come, dorme, sente e respira, e que é inegavelmente do sexo masculino. Aqui está um retrato – obtido através do exame minucioso da autora e da pesquisa na Bíblia – de um deus em mitos e rituais antigos que era produto de uma determinada sociedade, em um determinado momento, feito à imagem das pessoas que viveram então, moldado por suas próprias circunstâncias e experiência do mundo". Este livro foi descrito por John Barton como mostrando que o Deus não-corpóreo do judaísmo e do cristianismo "ainda não era assim na Bíblia, onde Deus aparece em uma forma muito mais corpórea".